# Lass Diarra
Lassana Diarra (París, 10 de marzo de 1985), conocido como Lass Diarra, es un exfutbolista francés de origen maliense. Jugaba de centrocampista o incluso de lateral derecho y su último club fue el Paris Saint-Germain de la Ligue 1 de Francia, donde jugó hasta febrero de 2019. La principal característica de su juego es su capacidad de recuperación de balones así como su potente físico.

## Trayectoria

### Primeros años
Jugó en varios equipos filiales. Primero en el FC Nantes. Posteriormente, jugó en el Le Mans, en la Ligue 2, donde se consagró como futbolista.

### Le Havre
Continuó jugando en la Ligue 2, en el Le Havre, en la posición de mediocentro defensivo. Su juego hizo que fuese llamado a la selección francesa sub-21. Debido a su potencial, el Chelsea mostró su interés en el jugador como posible sustituto de Claude Makélélé y fue traspasado en julio de 2005 por 1 000 000 de libras.

### Chelsea
Debutó con el primer equipo del Chelsea en octubre de 2005, en Champions League, en la victoria de su equipo frente al Real Betis. Sus buenas actuaciones con el equipo reserva, y en las primeras rondas de la FA Cup le valieron un pequeño papel en el primer equipo del Chelsea, siendo habitual en el banquillo de José Mourinho, aunque sólo jugó dos partidos completos en toda la temporada cuando el entrenador decidió rotar su once habitual los últimos encuentros de la competición doméstica. Fue elegido mejor jugador joven del Chelsea en la temporada 2005-06. Debido a importantes ausencias por lesión en la parcela defensiva del equipo, durante la temporada 2006-07, se le utilizó a menudo para ocupar el lateral derecho. Jugó por completo los partidos de Premiership ante el Blackburn Rovers, Charlton Athletic y Middlesbrough, con cierto éxito, y también partió de inicio en la final de la Copa de la Liga que su equipo ganó al Arsenal en el Millennium Stadium.
Su contrato con el Chelsea finalizaba en enero de 2008, pero debido al interés del Arsenal en contratarlo fue traspasado el 31 de agosto de 2007, antes de que pudiera salir con la carta de libertad.

### Arsenal

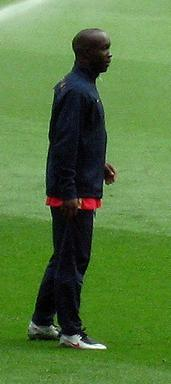
Diarra en un entrenamiento del Arsenal Football Club.

Jugó en el equipo del norte de Londres con el dorsal 8, vacante tras la marcha de Fredrik Ljungberg. El entrenador del equipo, Arsène Wenger dijo que era un «jugador multifunción» y un buen fichaje para el equipo.
Debutó en partido de Champions League 2007-08 frente al Sevilla FC y frente al Newcastle United en Copa de la Liga. Fue titular por primera vez en Premier League frente al Aston Villa.
Diarra mostró su descontento en el Arsenal y pidió su salida del club en enero, debido a sus escasas participaciones. Finalmente, fue traspasado al Portsmouth FC en enero de 2008 por 5 500 000 libras.

### Portsmouth
Lass también ingresó en el Portsmouth por dos temporadas consiguiendo en la 2007/2008 una buena clasificación en liga (8.ª posición) y obteniendo el título de la FA Cup. En este club Diarra consiguió consolidarse de nuevo como un gran jugador llegando a los ojos de grandes clubes como el Real Madrid o el Chelsea de nuevo.

### Real Madrid
El día 21 de diciembre de 2008 el Real Madrid hizo público a través de su página web oficial el fichaje del jugador hasta el 30 de junio de 2013 por 20.000.000 de euros. Fue presentado al día siguiente, llevando en su camiseta el nombre Lass, al coincidir en la plantilla madridista con Mahamadou Diarra.
Debutó con el Real Madrid el 4 de enero de 2009 en el partido que enfrentaba a su equipo con el Villarreal. Su rápida adaptación y la necesidad de jugadores que jueguen en su puesto supusieron su inscripción en la Champions League en detrimento del otro fichaje invernal de importancia que hizo el Real Madrid, el holandés Klaas-Jan Huntelaar. En la temporada 2008-09 jugó 19 partidos de liga, todos ellos de titular. En la jornada 24 de Liga que enfrentaba al club blanco contra el Betis, Lass jugó por primera vez desde que llegó a España en la posición de lateral derecho durante toda la segunda parte de dicho encuentro, dejando ver que también puede trabajar en ese puesto.
El 25 de febrero de 2009 debuta en la Champions league frente al Liverpool de Rafa Benítez luciendo el dorsal 39. El partido acabó 0-1.
En la temporada 2009-10 cambió su dorsal al 10, vacante tras la venta de Wesley Sneijder, ya que el 6 le fue devuelto a Mahamadou Diarra.
En la temporada 2011-12, el '10' fue a parar a manos de Mesut Özil y en este momento porta el dorsal 24. Intentó marcharse ya que quería jugar más pero finalmente retrocedió, al no prosperar ni su venta al Tottenham Hotspur, ni un acuerdo de cesión con AS Roma, por lo que finalmente se quedó en el Real Madrid.

### Liga Premier de Rusia
Diarra fue traspasado al FC Anji Majachkalá el 31 de agosto de 2012, con quien firmó un contrato de cuatro años. Sin embargo, en agosto de 2013, tras anunciar el Anji problemas económicos de su propietario, Suleyman Kerimov, Diarra fue traspasado al FC Lokomotiv Moscú junto a su compañero de equipo, el marroquí Mbark Boussoufa.

### Vuelta a Francia con el Marsella
Luego de un mal paso por Rusia por una serie de problemas, Lass regreso a su país de origen para enfundarse la camiseta del Olympique de Marsella para la temporada 2015-16 donde tuvo grandes actuaciones que incluso volvió a sonar para equipos de renombre de Europa, luego de no tener continuidad para la temporada 2016-17 el francés rompe contrato con el equipo marsellés.

### Al-Jazira
Tras su paso por el Marsella de Francia firma por el Al-Jazira de los Emiratos Árabes Unidos, club donde disputó solamente cinco partidos y su situación de salida es una incógnita.

### Paris Saint-Germain
En enero de 2018 volvió a Francia para firmar con el Paris Saint-Germain por temporada y media. Al año siguiente el club decide rescindir su contrato. Tras ello, el jugador anunció su retirada como futbolista profesional.

## Selección nacional
Ha sido internacional con la selección de fútbol de Francia, con la que ha jugado 34 partidos internacionales.
El jugador fue convocado para la disputa de este torneo pero fue descartado al detectarle en un control médico, realizado durante la concentración del equipo, la enfermedad drepanocitosis.

### Participaciones en Eurocopas
| Copa          | Sede            | Resultado    | Partidos | Goles |
| ------------- | --------------- | ------------ | -------- | ----- |
| Eurocopa 2008 | Austria · Suiza | Primera fase | 0        | 0     |

## Estadísticas

### Clubes
| Club | Div.          | Temporada     | Liga  | Liga  | Copas nacionales(1) | Copas nacionales(1) | Copa de la Liga(2) | Copa de la Liga(2) | Torneos internacionales(3) | Torneos internacionales(3) | Otros(4) | Otros(4) | Total | Total |
| Club | Div.          | Temporada     | Part. | Goles | Part.               | Goles               | Part.              | Goles              | Part.                      | Goles                      | Part.    | Goles    | Part. | Goles |
| --- | ------------- | ------------- | ----- | ----- | ------------------- | ------------------- | ------------------ | ------------------ | -------------------------- | -------------------------- | -------- | -------- | ----- | ----- |
| Le Havre A. C. Francia | 2.ª           | 2004-05       | 29    | 0     | 1                   | 0                   | 1                  | 0                  | —                          | —                          | —        | —        | 31    | 0     |
| Chelsea F. C. Inglaterra | 1.ª           | 2005-06       | 3     | 0     | 2                   | 0                   | 0                  | 0                  | 2                          | 0                          | 0        | 0        | 7     | 0     |
| Chelsea F. C. Inglaterra | 1.ª           | 2006-07       | 10    | 0     | 4                   | 0                   | 3                  | 0                  | 5                          | 0                          | 1        | 0        | 23    | 0     |
| Chelsea F. C. Inglaterra | 1.ª           | 2007-08       | 0     | 0     | 0                   | 0                   | 0                  | 0                  | 0                          | 0                          | 1        | 0        | 1     | 0     |
| Chelsea F. C. Inglaterra | Total club    | Total club    | 13    | 0     | 6                   | 0                   | 3                  | 0                  | 7                          | 0                          | 2        | 0        | 31    | 0     |
| Arsenal F. C. Inglaterra | 1.ª           | 2007-08       | 7     | 0     | 0                   | 0                   | 3                  | 0                  | 3                          | 0                          | —        | —        | 13    | 0     |
| Portsmouth F. C. Inglaterra | 1.ª           | 2007-08       | 12    | 1     | 5                   | 1                   | 0                  | 0                  | —                          | —                          | —        | —        | 17    | 2     |
| Portsmouth F. C. Inglaterra | 1.ª           | 2008-09       | 12    | 0     | 0                   | 0                   | 0                  | 0                  | 2                          | 1                          | 1        | 0        | 15    | 1     |
| Portsmouth F. C. Inglaterra | Total club    | Total club    | 24    | 1     | 5                   | 1                   | 0                  | 0                  | 2                          | 1                          | 1        | 0        | 32    | 3     |
| Real Madrid C. F. · España | 1.ª           | 2008-09       | 19    | 0     | 0                   | 0                   | —                  | —                  | 2                          | 0                          | 0        | 0        | 21    | 0     |
| Real Madrid C. F. · España | 1.ª           | 2009-10       | 23    | 1     | 1                   | 0                   | —                  | —                  | 6                          | 0                          | —        | —        | 30    | 1     |
| Real Madrid C. F. · España | 1.ª           | 2010-11       | 26    | 0     | 3                   | 0                   | —                  | —                  | 10                         | 0                          | —        | —        | 39    | 0     |
| Real Madrid C. F. · España | 1.ª           | 2011-12       | 17    | 0     | 4                   | 0                   | —                  | —                  | 4                          | 0                          | 0        | 0        | 25    | 0     |
| Real Madrid C. F. · España | 1.ª           | 2012-13       | 2     | 0     | 0                   | 0                   | —                  | —                  | 0                          | 0                          | 0        | 0        | 2     | 0     |
| Real Madrid C. F. · España | Total club    | Total club    | 87    | 1     | 8                   | 0                   | —                  | —                  | 22                         | 0                          | 0        | 0        | 117   | 1     |
| F. K. Anzhí Majachkalá · Rusia | 1.ª           | 2012-13       | 14    | 0     | 3                   | 1                   | —                  | —                  | 7                          | 0                          | —        | —        | 24    | 1     |
| F. K. Anzhí Majachkalá · Rusia | 1.ª           | 2013-14       | 4     | 0     | 0                   | 0                   | —                  | —                  | 0                          | 0                          | —        | —        | 4     | 0     |
| F. K. Anzhí Majachkalá · Rusia | Total club    | Total club    | 18    | 0     | 3                   | 1                   | —                  | —                  | 7                          | 0                          | —        | —        | 28    | 1     |
| F. C. Lokomotiv Moscú · Rusia | 1.ª           | 2013-14       | 17    | 1     | 0                   | 0                   | —                  | —                  | —                          | —                          | —        | —        | 17    | 1     |
| Olympique de Marsella Francia | 1.ª           | 2015-16       | 26    | 1     | 2                   | 0                   | 1                  | 0                  | 4                          | 0                          | —        | —        | 33    | 1     |
| Olympique de Marsella Francia | 1.ª           | 2016-17       | 11    | 0     | 0                   | 0                   | 1                  | 0                  | 0                          | 0                          | —        | —        | 12    | 0     |
| Olympique de Marsella Francia | Total club    | Total club    | 37    | 1     | 2                   | 0                   | 2                  | 0                  | 4                          | 0                          | —        | —        | 45    | 1     |
| Al-Jazira S. C. · EAU | 1.ª           | 2017-18       | 5     | 0     | 0                   | 0                   | 0                  | 0                  | 0                          | 0                          | 0        | 0        | 5     | 0     |
| Paris Saint-Germain F. C. Francia | 1.ª           | 2017-18       | 10    | 0     | 2                   | 0                   | 2                  | 0                  | 1                          | 0                          | 0        | 0        | 15    | 0     |
| Paris Saint-Germain F. C. Francia | 1.ª           | 2018-19       | 3     | 0     | 0                   | 0                   | 0                  | 0                  | 0                          | 0                          | 1        | 0        | 4     | 0     |
| Paris Saint-Germain F. C. Francia | Total club    | Total club    | 13    | 0     | 2                   | 0                   | 2                  | 0                  | 1                          | 0                          | 1        | 0        | 19    | 0     |
| Total carrera | Total carrera | Total carrera | 250   | 4     | 27                  | 2                   | 11                 | 0                  | 46                         | 1                          | 4        | 0        | 338   | 7     |
| (1) Incluye datos de la Copa de Francia (2004-18), FA Cup (2005-08), Copa del Rey (2009-12) y Copa de Rusia (2012-13). (2) Incluye datos de la Copa de la Liga de Francia (2004-18) y Copa de la Liga de Inglaterra (2006-08). (3) Incluye datos de la Liga de Campeones (2005-18), Copa de la UEFA (2008-09) y Liga Europa (2012-16). (4) Incluye datos de la Community Shield (2006-08) y Supercopa de Francia (2018). |               |               |       |       |                     |                     |                    |                    |                            |                            |          |          |       |       |

## Palmarés

### Campeonatos nacionales
| Título               | Club                      | País       | Año  |
| -------------------- | ------------------------- | ---------- | ---- |
| Copa de la Liga      | Chelsea F. C.             | Inglaterra | 2007 |
| FA Cup               | Chelsea F. C.             | Inglaterra | 2007 |
| FA Cup               | Portsmouth F. C.          | Inglaterra | 2008 |
| Copa del Rey         | Real Madrid C. F.         | España     | 2011 |
| Campeonato de Liga   | Real Madrid C. F.         | España     | 2012 |
| Supercopa de España  | Real Madrid C. F.         | España     | 2012 |
| Copa de la Liga      | Paris Saint-Germain F. C. | Francia    | 2018 |
| Ligue 1              | Paris Saint-Germain F. C. | Francia    | 2018 |
| Copa de Francia      | Paris Saint-Germain F. C. | Francia    | 2018 |
| Supercopa de Francia | Paris Saint-Germain F. C. | Francia    | 2018 |

### Distinciones individuales
| Distinción                              | Año  |
| --------------------------------------- | ---- |
| Jugador joven del año del Chelsea F. C. | 2006 |
| Equipo del año de la Ligue 1            | 2016 |